# Bibliai mértékegységek
A Biblia írói által használt mértékegységek és hozzávetőleges jelenértékük.

## A héber súllyal megadott pénzegységek
| megnevezés           | váltószám | SI-ben megadott arany értéke |
| -------------------- | --------- | ---------------------------- |
| gera                 |           | 0,57 g                       |
| beka                 | 10 gera   | 5,7 g                        |
| sekel                | 2 beka    | 11,4 g                       |
| mina                 | 50 sekel  | 570 g                        |
| talentum             | 60 mina   | 34,2 kg                      |
| (perzsa arany) dárik |           | 8,4 g                        |
| (perzsa ezüst) dárik |           | 5,6 g                        |

### A görög és római súllyal megadott pénzegységek
| megnevezés                  | váltószám   | SI-ben megadott arany értéke |
| --------------------------- | ----------- | ---------------------------- |
| (zsidó bronz) lepton        |             |                              |
| (római bronz) kvadráns      | 2 lepton    |                              |
| (római bronz) as, assarion  | 4 kvadráns  |                              |
| (római ezüst) dénár         | 16 as       | 3,85 g                       |
| (görög ezüst) drachma       |             | 3,4 g                        |
| (görög ezüst) didrachma     | 2 drachma   | 6,8 g                        |
| (ezüst státer) tetradrachma | 4 drachma   | 13,6 g                       |
| mina                        | 100 drachma | 340 g                        |
| (arany vagy ezüst) talentum | 60 mina     | 20,4 kg                      |

## Űrmérték

### Folyadékűrmértékek
| megnevezés | váltószám | SI-ben megadott érték |
| ---------- | --------- | --------------------- |
| log        |           | 0,31 l                |
| kab        | 4 log     | 1,22 l                |
| hin        | 3 kab     | 3,67 l                |
| bát        | 6 hin     | 22 l                  |
| kór        | 10 bát    | 220 l                 |

### Szárazűrmérték
| megnevezés | váltószám  | SI-ben megadott érték |
| ---------- | ---------- | --------------------- |
| kab        | 4 log      | 1,22 l                |
| ómer       | 1 4/5 kab  | 2,2 l                 |
| szea       | 3 1/3 ómer | 7,33 l                |
| éfa        | 3 szea     | 22 l                  |
| hómer      | 10 éfa     | 220 l                 |

## Hosszmértékek
| megnevezés           | váltószám           | SI-ben megadott érték |
| -------------------- | ------------------- | --------------------- |
| ujj                  |                     | 1,85 cm               |
| tenyér               | 4 ujj               | 7,4 cm                |
| arasz                | 3 tenyér            | 22,2 cm               |
| könyök (sing)        | 2 arasz             | 44,5 cm               |
| hosszú könyök        | 7 tenyér            | 51,8 cm               |
| mérőnád              | 6 könyök            | 2,67 m                |
| hosszú mérőnád       | 6 hosszú könyök     | 3,11 m                |
| öl                   |                     | 1,8 m                 |
| (római) láb          |                     | 2,96 m                |
| sztadion(futam)      | 62,5 láb            | 185 m                 |
| szombatnapi járóföld |                     | ~ 900 m               |
| milion vagy mérföld  | 8 stadion (500 láb) | 1479,5 m              |

## Fordítás
- Ez a szócikk részben vagy egészben  az   Ancient Hebrew units of measurement című angol Wikipédia-szócikk fordításán alapul.  Az eredeti cikk szerkesztőit annak laptörténete sorolja fel. Ez a jelzés csupán a megfogalmazás eredetét és a szerzői jogokat jelzi, nem szolgál a cikkben szereplő információk forrásmegjelöléseként.